# Карин Нильсдоттер
Карин Нильсдоттер (швед. Karin Nilsdotter; ок. 1551 ― 1613) ― любовница короля Швеции Карла IX между 1568 и 1578 годами и мать его незаконнорождённого сына, барона Карла Карлссона Юлленъельма.
Карин Нильсдоттер была дочерью Николауса Андре (Нильса Андерссона), викария Остры Хусби в провинции Эстергётланд, и его супруги Карин.
Считается, что она стала любовницей Карла IX в 1568 году. В 1573 году она была подтверждена в этом статусе, и к этому же времени она стала фрейлиной Сигрид Кайл, супруги Йохана Олофссона тилль Сьёса, управляющего замка Нючёпинг. После рождения сына в 1574 году жила вместе с ним. Отношения между ней и королём были прерваны до свадьбы Карла в 1578 году. Ей было даровано поместье Сандби и она вышла замуж за Карла Густава Андерссона (ум. 1584), придворного, от которого у неё родилось две дочери. После смерти Карла Густава она вышла замуж за личного врача вдовствующей королевы Катарины Стенбок, и в 1594 году вышла замуж в третий раз: на этот раз её мужем стал Педер Кристенссон Сиоблад из Флаттны, управляющий замком Нючепинг. В их семье родилась ещё одна дочь.